# Magdalena Casamitjana i Aguilà
Magda Casamitjana i Aguilà (Barcelona, 27 de gener de 1963) és una política catalana, de professió filòloga. Ha estat regidora i alcaldessa de Roses, també diputada a la Diputació de Girona i diputada al Parlament de Catalunya.
Llicenciada en Filologia Catalana per la Universitat Autònoma de Barcelona (1988), havia fet els estudis primaris i secundaris al Liceu Francès de Barcelona, on treballà després com a professora de llengua catalana (1987-1988). Ha treballat també com a auxiliar de conversa als col·legis d'educació infantil i primària (CEIP) i a l'institut d'educació secundària (IES) de Roses (1994-2000).
Ha estat regidora de l'Ajuntament de Roses pel grup municipal del PSC Roses (1999-2007); alcaldessa de Roses entre els anys 2007 i 2011, sota les sigles del Partit dels Socialistes de Catalunya, i després regidora del mateix ajuntament, entre els anys 2011 i 2013. Va ser diputada a la Diputació de Girona entre 2003 i 2011 i Presidenta del Consorci de la Costa Brava (2007-2011).
L'any 2012 va abandonar el PSC per discrepàncies ideològiques sobre el dret a decidir per fundar Nova Esquerra Catalana (NeCat), juntament amb Ernest Maragall, partit que es va fusionar amb Moviment Catalunya, format per altres crítics del PSC, i van donar lloc a Moviment d'Esquerres (MES). Va ser presidenta de MES durant un any, fins al juny de 2016, en què deixà pas a Alfons Palacios. En les eleccions al Parlament de Catalunya de 2015 fou elegida diputada per Girona representant la llista de Junts pel Sí –XIa legislatura (2015-2017). En la següent legislatura –XIIa legislatura (2018-2020)– fou elegida diputada per Girona representant la llista d'Esquerra Republicana de Catalunya. A finals d'any 2018 renuncià al seu escó, per passar a dirigir un projecte de salut mental.
Actualment és la Directora del Pacte Nacional de Salut Mental de la Generalitat de Catalunya.